# سيزار ألميدا
سيزار ألميدا مواليد 6 يناير 1989 في ساو باولو، هو لاعب كرة يد برازيلي يلعب كحارس مرمى. مثل منتخب البرازيل لكرة اليد. شارك في دورة الألعاب الأولمبية الصيفية سنة 2016. حقق المركز الأول في دورة الألعاب الأمريكية 2015.

## سجل المنافسة
شارك في البطولات التالية:
- بطولة العالم لكرة اليد للرجال 2015
- الألعاب الأولمبية الصيفية 2016

## الميداليات
| الميدالية | المسابقة                    |
| --------- | --------------------------- |
| ذهبية     | دورة الألعاب الأمريكية 2015 |

## روابط خارجية
- سيزار ألميدا على موقع الاتحاد الدولي لكرة اليد (الإنجليزية)
- سيزار ألميدا على موقع الاتحاد الأوروبي لكرة اليد (الإنجليزية)
- سيزار ألميدا على موقع الاتحاد الفرنسي لكرة اليد (الفرنسية)
- سيزار ألميدا على موقع اللجنة الأولمبية الدولية (الإنجليزية)
- سيزار ألميدا على موقع أوليمبيديا (الإنجليزية)